# ویلیام لمب وایکنت ملبورن
ویلیام لمب (۱۵ مارس ۱۷۷۹–۲۴ نوامبر ۱۸۴۸) دومین وایکنت ملبورن همسر لیدی کارولین لمب از اعضای حزب ویگ که در دوران ویکتوریا در جایگاه وزیر امور خارجه و نخست‌وزیر بریتانیا خدمت نموده‌است.